# Crisis (film, 2021)
Pour les articles homonymes, voir Crise et Crisis.
Pour plus de détails, voir Fiche technique et Distribution.
Crisis ou Crise au Québec est un film américano-canado-belge réalisé par Nicholas Jarecki (en) et sorti en 2021.

## Synopsis
Un dealer organise un trafic de Fentanyl entre le Canada et les États-Unis. De son côté, une architecte se bat contre sa dépendance à l'Oxycodone et veut découvrir les véritables liens entre son fils et des narcotrafiquants. Enfin, un professeur d'université, également employé d'une entreprise pharmaceutique, surveille le lancement d'un nouvel antalgique non addictif.

## Fiche technique
Sauf indication contraire, les informations mentionnées dans cette section peuvent être confirmées par la base de données cinématographiques IMDb,  présente dans la section « Liens externes ».
- Titre original et français : Crisis
- Titre québécois : Crise
- Titre de travail : Dreamland
- Réalisation et scénario : Nicholas Jarecki (en)
- Costumes : Simonetta Mariano
- Photographie : Nicolas Bolduc
- Production : Cassian Elwes et Nicholas Jarecki
  - Production déléguée : Mohammed Al Turki, David Bernon, Tony Hsieh, William Rosenfeld, Sam Slater, Michael Suppes, Douglas Urbanski et Lisa Wilson
- Sociétés de production : Les Productions LOD, Bideford Productions, Burn Later Productions, Construction Film, Green Room Films, Matisse Pictures, Paradise City Films, Such Content et Tuesday Films
- Distribution : Elevation Pictures (Canada), Quiver Distribution (États-Unis)
- Pays d'origine :  États-Unis,  Canada,  Belgique
- Langue originale : anglais
- Format : couleur
- Genre : thriller, drame, film choral
- Dates de sortie[2] : 
  - États-Unis : 26 février 2021 (sortie limitée en salles)
  - États-Unis : 5 mars 2021 (vidéo à la demande)
  - France : 13 août 2021 (VOD), 19 août 2021 (DVD)

## Distribution
- Gary Oldman (VF : Gabriel Le Doze ; VQ : Manuel Tadros) : Dr Tyrone Brower
- Armie Hammer (VF : Mathieu Moreau ; VQ : Alexandre Fortin) : Jake Kahane
- Evangeline Lilly (VF : Vanina Pradier ; VQ : Isabelle Leyrolles) : Claire Reimann
- Greg Kinnear (VQ : Antoine Durand) : Dean Geoff Talbot
- Michelle Rodríguez : la surveillante Garrett
- Luke Evans (VQ : Louis-Philippe Dandenault) : Dr Bill Simmons
- Lily-Rose Depp : Emmie Kelly
- Guy Nadon (VQ : lui-même) : Mother
- Veronica Ferres (VQ : Nathalie Coupal) : Dr Meg Holmes
- Kid Cudi : Ben Walker
- Indira Varma : Madira Brower
- Martin Donovan : Lawrence Morgan
- Mia Kirshner : Susan Reimann
- Michael Aronov : Minas
- Éric Bruneau (VQ : lui-même) : Guy Broussard
- Ellora Torchia (VF : Cathy Boquet ; VQ : Clara Prévost) : Reeva
- Hiro Kanagawa : Dr Ishiyama
- Toni Garrn : Sarah
- Sara Sampaio : Inês

Source : version française (VF) selon le carton du doublage français sur le DVD zone 2 ; version québécoise (VQ) sur Doublage.qc.ca

## Production
En février 2019, Armie Hammer, Gary Oldman, Evangeline Lilly et Veronica Ferres rejoignent officiellement la distribution d'un film écrit et réalisé par Nicholas Jarecki. Greg Kinnear, Michelle Rodríguez et Lily-Rose Depp sont ensuite annoncés. Le mois suivant, c'est Adam Tsekhman qui est engagé. En avril 2019, Sam Worthington, Indira Varma, Kid Cudi, Luke Evans, Mia Kirshner, Michael Aronov et Martin Donovan sont confirmés,.
Le tournage débute en février 2019 et se déroule à Montréal et Détroit.

## Accueil
Le film reçoit des critiques partagées. Sur l'agrégateur américain Rotten Tomatoes, il récolte 63% d'opinions favorables pour 104 critiques et une note moyenne de 5,8⁄10. Sur Metacritic, il obtient une note moyenne de 40⁄100 pour 18 critiques.

## Article annexe
- Psychotrope au cinéma et à la télévision